# 포인트경제

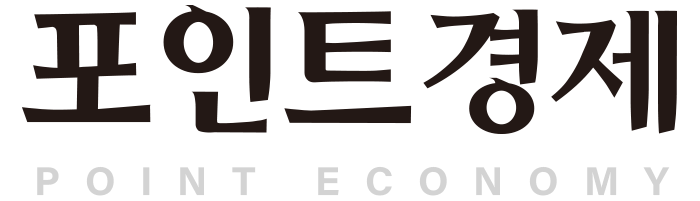
생활밀착 종합경제 미디어, <포인트경제>

포인트경제(Point Economy)는 생활밀착형 종합경제 미디어다. 경제, 산업, IT·과학, 생활화학 및 이슈·트렌드를 다루고 있다.
해당 뉴스 콘텐츠는 네이버, 카카오, 네이트, 줌, MSN(Microsoft), 구글 등 포털과 미국 DOW JONES에 제공되고 있다.  
기사 콘텐츠들이 80여개의 언어로 AI 번역이 되어서 125개국에 뉴스 공급이 되고 있다.  
생활화학, 식품, 의약, 연구의 소식과 더불어 경제, 산업, IT 및 사회적인 다양한 정보와 모든 환경 속에서 소비자에게 유익한 경제소식과 건강하게 사는 콘텐츠들을 다룬다. 

## 연혁
- 2024 포인트경제 제주, 경북 및 경남 취재본부 구축
- 2023 MSN(Microsoft) 뉴스콘텐츠(CP) 제휴
- 2023 포인트경제 호남 취재본부 구축
- 2022 독자 보상 서비스 시범 적용
- 2021 포털 NAVER 뉴스 공급 제휴
- 2021 포털 KAKAO 뉴스 공급 제휴
- 2021 미국 다우존스(DOW JONES)와 글로벌 뉴스공급(CP) 계약 체결
- 2021 노동환경건강연구소 ‘직업성·환경성 암환자찾기119’ 캠페인 참여
- 2021 독자 보상 시스템 구성
- 2020 포털 ZUM 뉴스콘텐츠 제휴(CP) 계약 체결
- 2020 화학산업 플랫폼 ‘켐녹’과 MOU 체결
- 2020 포털 NATE 뉴스콘텐츠 제휴(CP) 계약 체결
- 2020 감염병 보도준칙 실천 서약
- 2020 한국저작권보호원 ‘저작권안심‘ 사이트 공식 지정
- 2020 코로나19 대응 해외특파원 구축 및 보도활동 개시(미국 시카고, 프랑스 아노네, 일본 도쿄 등)
- 2019 ‘뉴스픽’ 뉴스콘텐츠 제휴 및 기사 공급
- 2019 ‘생리대 유해물질 파동’ 관련 국감 자료 채택, 탐사보도 및 자문역 수행
- 2019 인터넷신문위원회 자율심의준수 서약
- 2018 Google News stand 제휴
- 2018 포인트경제 ‘취재윤리강령‘ 실천 선포

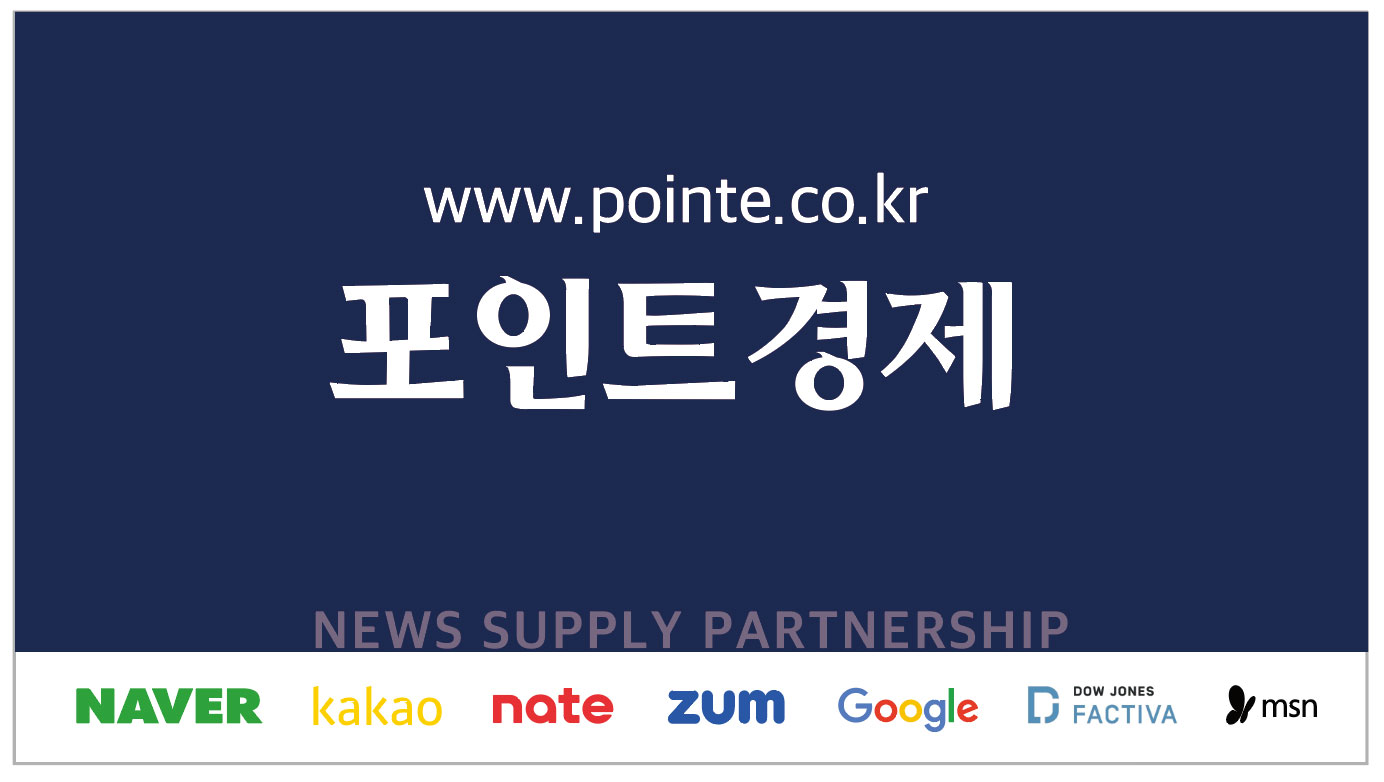
포인트경제

- 2018 Google News 제휴
- 2017 Scholar 자문단 구성
- 2017 포인트경제 창간포인트경제